# نوکیا ۱۲۰۲
نوکیا ۱۲۰۲ یک تلفن همراه با امکانات اولیه است که توسط نوکیا تحت سری اولترابیسیک فروخته می‌شد. این گوشی در نوامبر ۲۰۰۸ معرفی شد و در آوریل ۲۰۰۹ منتشر شد.

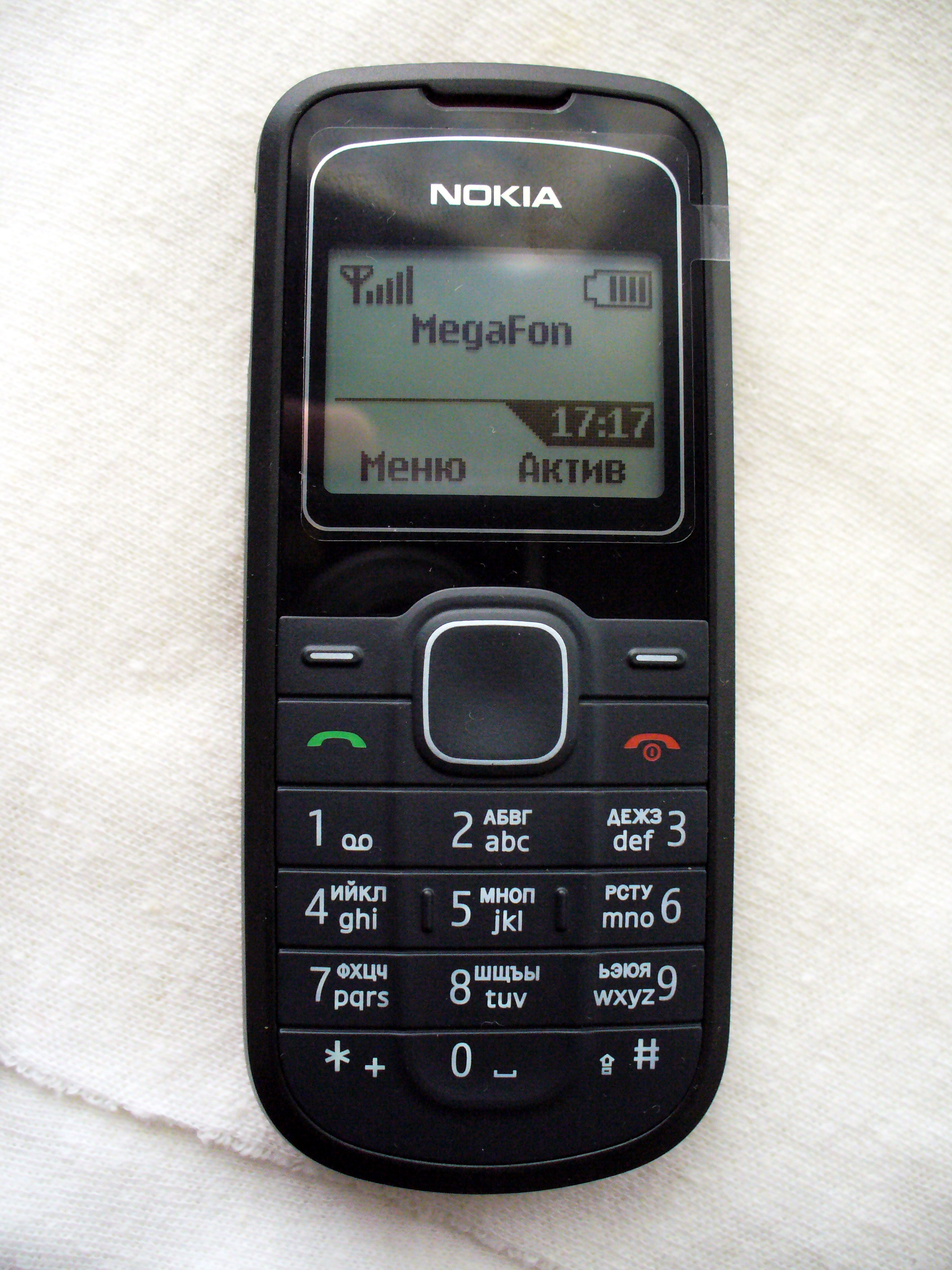
نوکیا 1202-2 RH-۱۱۲ با رابط کاربری زبان روسی و برچسب‌های دکمه سیریلیک
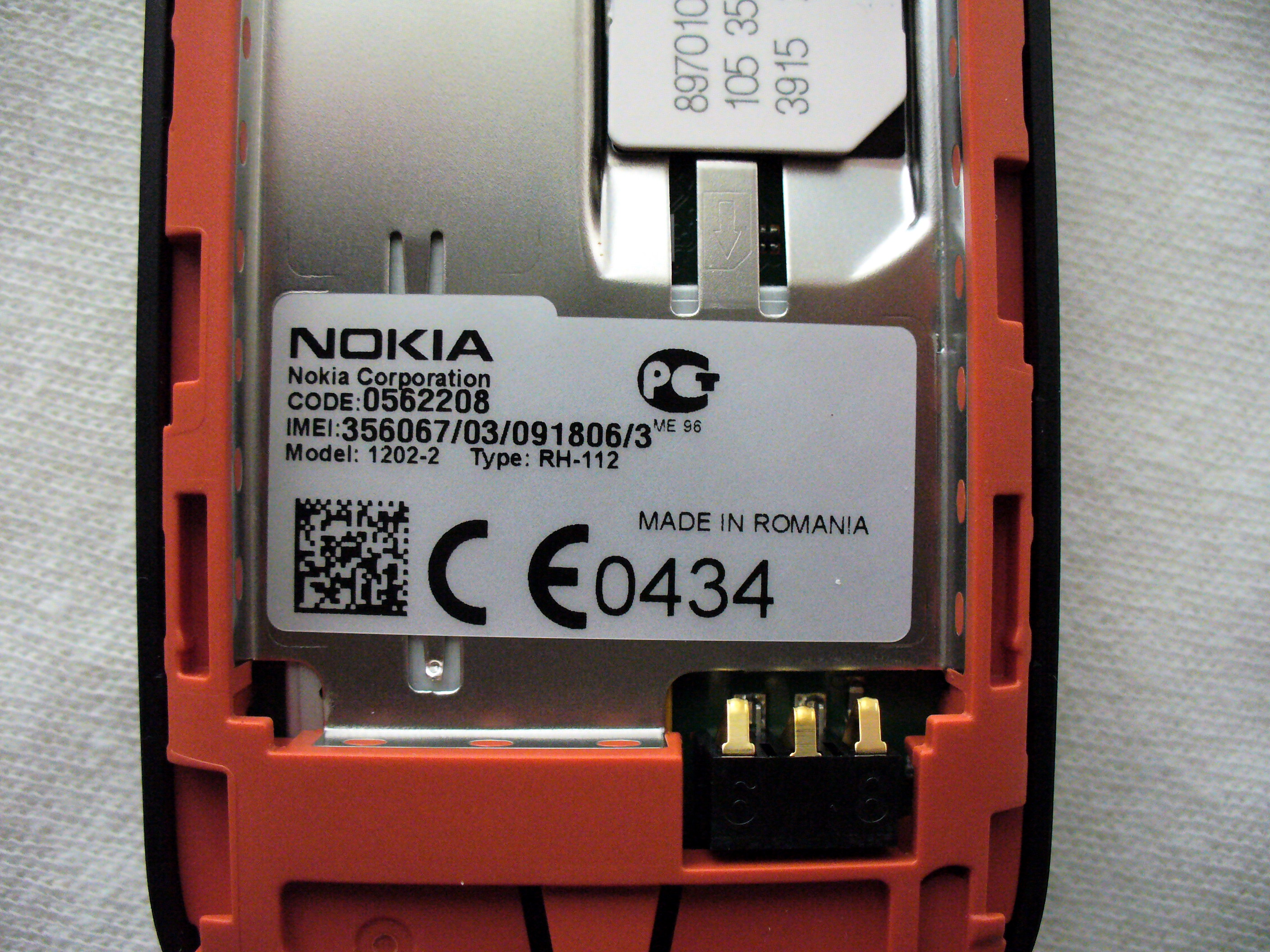
برچسب نوکیا 1202-2 RH-112 IMEI

## امکانات
- نوکیا ۱۲۰۲ دارای یک صفحه نمایش رنگی تک رنگ است که دارای ابعاد ۹۶ × ۶۸ پیکسل است.
- این گوشی تا ۹ ساعت زمان مکالمه و ۶۳۶ ساعت آماده به کار در حالت استند بای دارد.
- این گوشی دارای یک صفحه کلید حرفی‌عددی و مقاوم در برابر گرد و غبار است.
- چندین بازی داخلی، ورودی متن پیشگو، زنگ هشدار صحبت، ساعت، نمایشگر ساعت آنالوگ، پیام تصویری، امنیت و تایمرهای مدیریت تماس و شمارنده‌ها از دیگر ویژگی‌های این گوشی هستند.